# Авиљано Умбро
Авиљано Умбро (итал. Avigliano Umbro) је насеље у Италији у округу Терни, региону Умбрија.
Према процени из 2011. у насељу је живело 1506 становника. Насеље се налази на надморској висини од 420 м.

## Становништво
Према резултатима пописа становништва 2011. у општини је живело 2.568 становника.
| 1931. | 1936. | 1951. | 1961. | 1971. | 1981. | 1991. | 2001. | 2011. |
| ----- | ----- | ----- | ----- | ----- | ----- | ----- | ----- | ----- |
| 2.779 | 2.874 | 2.997 | 2.570 | 2.227 | 2.233 | 2.315 | 2.378 | 2.568 |